# Rock of Dunamase

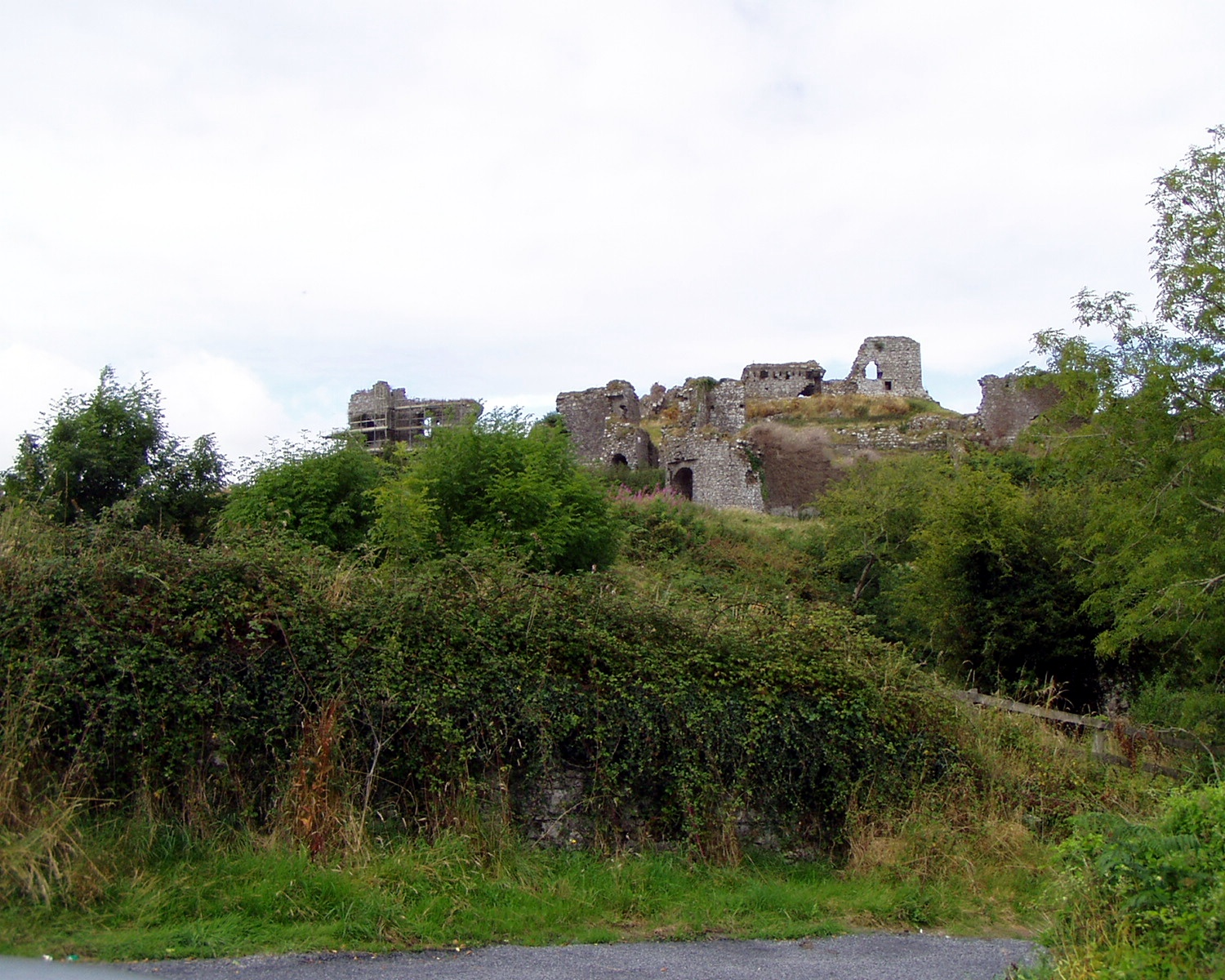
Blick von der Kirche auf den Rock of Dunamase

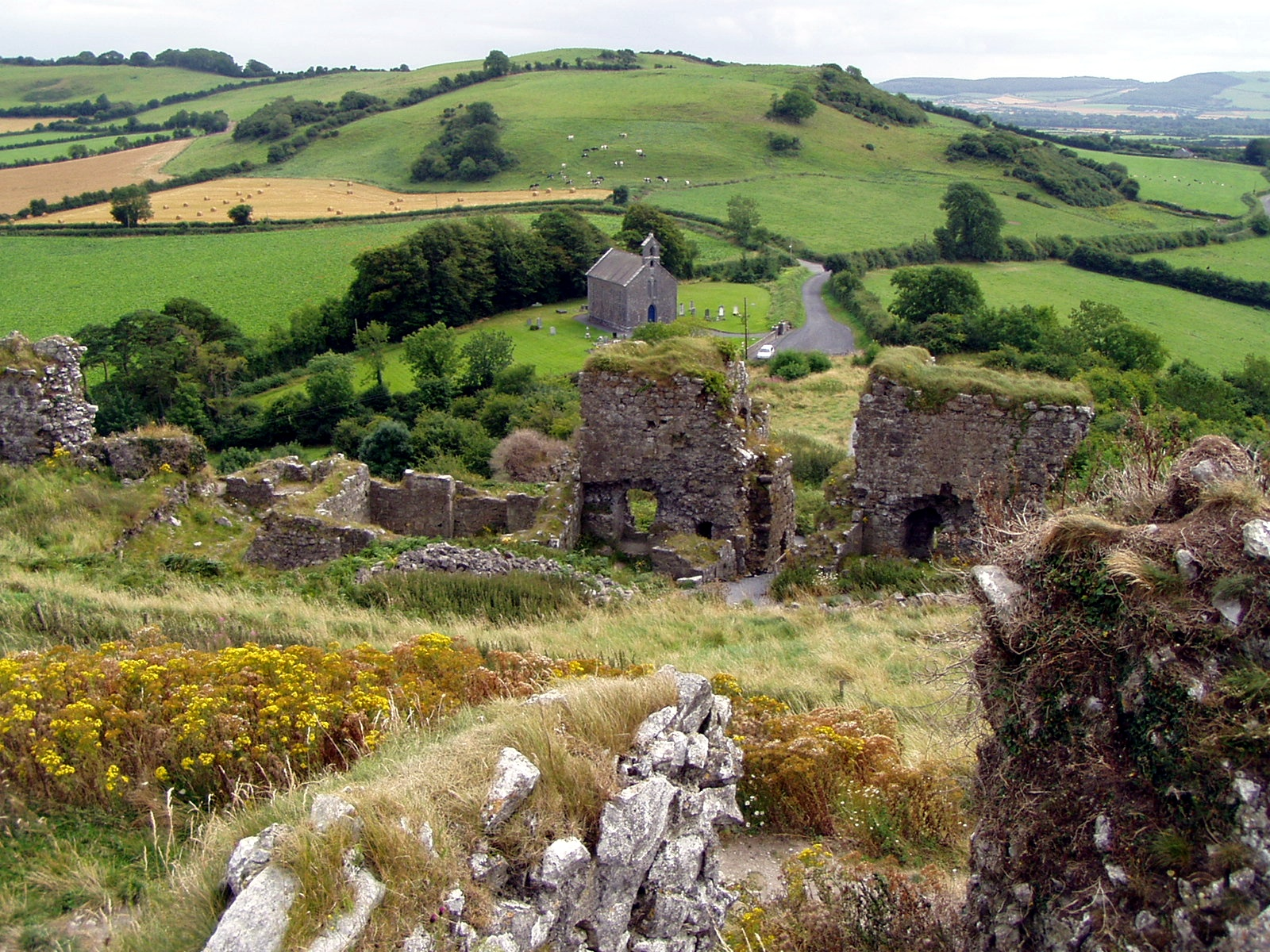
Blick vom Rock of Dunamase ins Tal

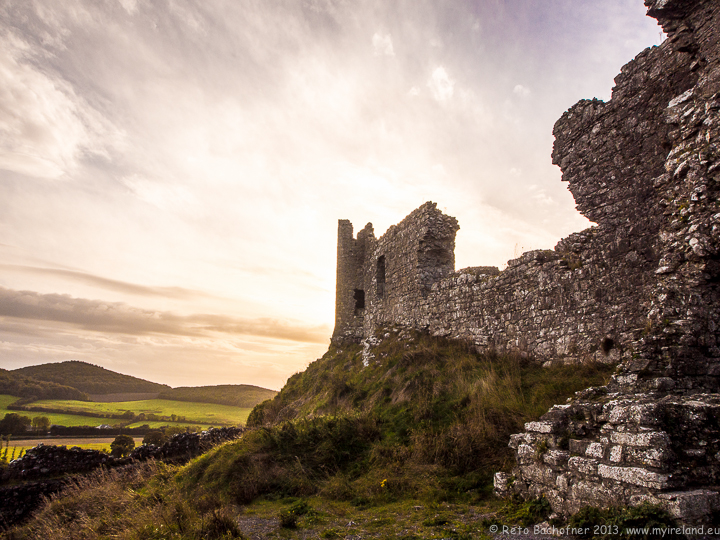
Dunamase im Abendlicht

Der Rock of Dunamase (irisch Dún Masc) ist einer der historischen Plätze in Irland und liegt nahe der Nationalstraße 80 (N 80) ca. 6 Kilometer östlich der Stadt Port Laoise im County Laois. Auf der Anhöhe, die lange Jahre Militärzone war, liegt eine Ansammlung von Ruinen, die teilweise über tausend Jahre alt sind. Der Ort war bereits Ptolemäus bekannt, der ihn in seiner berühmten Karte aus der Zeit um 150 n. Chr. als Dunnum bezeichnete.
Der Hügel ragt aus einer ansonsten ebenen Landschaft ca. 150 m empor und stellt eine ideale Verteidigungsposition dar, von der man bis in die Slieve Bloom Mountains blicken kann. Dies erkannten bereits vorkeltische Siedler aus der Bronzezeit, die wahrscheinlich die ersten waren, die ihn befestigten. Gefolgt wurden sie von den Kelten, unter ihnen auch der König von Leinster Laois Ceann Mór, dem Namensgeber der Grafschaft. Die Wikinger plünderten die Stätte 845. Im 13. Jahrhundert bekam ihn der Normanne Richard de Clare, 2. Earl of Pembroke, „Strongbow“, als Geschenk von seinem Schwiegersohn Diarmuid Mac Murrough.
Es sind die Ruinen der Burg von Mac Murrough, die heute noch auf dem Hügel zu besichtigen sind, doch nach der Hochzeit gab es noch einige Besitzwechsel. Nach Strongbow war erst die anglo-normannische Familie Mortimer, dann die Nachkommen von Laois Ceann Mór, die O’Moores, Besitzer, die daraus einen Sammelpunkt machten. Die O’Moore's erneuerten die Burg umfangreich im 15. Jahrhundert und verteidigten diese erfolgreich über ein Jahrhundert, bis sie mit den Familien von Fitzpatrick, O’Dempsey und O’Dunne nach Kerry verbannt wurden. Letztendlich eroberte Oliver Cromwell die Burg 1650. Noch heute sind die Schützengräben seiner Truppen sichtbar.